# Tarachodes rotundiceps
Tarachodes rotundiceps är en bönsyrseart som beskrevs av Werner 1907. Tarachodes rotundiceps ingår i släktet Tarachodes och familjen Tarachodidae. Inga underarter finns listade i Catalogue of Life.